# Amina Annabi
Amina Annabi (Cartago, Tunísia, 5 de março de 1962) é uma cantora e atriz franco-tunisina.

## Inícios
Amina nasceu no seio de uma família de músicos. A sua avó era musicista e um dos seus trios participou na criação do Festival de Tabarka, em Tunes. Em 1975, Amina e sua mãe, uma talentosa música e compositora partiram para Paris.
Três anos mais tarde, Amina formou o seu próprio grupo. O grupo fez várias aparições nas escolas locais, mas foi em 1982 que Amina iniciou a sua carreira musical como cantora solista.

## Eurovisão
Em 1991, Amina foi escolhida para representar a França no Festival Eurovisão da Canção 1991, que teve lugar em Roma. Com a sua canção "C'est le dernier qui a parlé qui à raison" conseguiu 146 pontos, empatada com Carola no primeiro lugar, com 146 pontos. Foi a cantora sueca quem levou a vitória por ter conseguido mais vezes 10 pontos.

## Discografia
- Yahil — 1990
- Wa di yé — 1992
- Annabi — 1999
- Nomad — 2001

## Canções mais relevantes
- 3ada El Ghazal
- Alguien canto
- Annabi
- Allah Ya Moulena
- Atame
- Belly dance
- C'est le dernier qui a parlé
- Diki diki
- Dis moi pourquoi
- Ederlezi
- ezzayakoum
- Habibi
- La mauvaise graine
- Lirrili
- Mektoubi
- My Man
- Waadileh
- Ya baba
- Zahra

## Filmes
- Maman (1990)
- The Sheltering Sky (1990)
- Belle histoire, La (1992)
- Nuit sacrée, La (1993)
- The Hour of the Pig (1993)
- Cleopatra (série de TV) (1999)
- Mécanique des femmes, La (2000)
- Philosophale (2001)
- Inch'Allah Dimanche (2001)
- Dreams of Trespass (2002)
- Marins perdus, Les (2003)
- Il était une fois dans l'oued (2005)
- Comme tout le monde (2006)